# Leonid Graczow
Leonid Pawłowicz Graczow (ros. Леонид Павлович Грачёв, ur. 5 czerwca?/18 czerwca 1907 w stanicy Wołchowo w guberni nowogrodzkiej, zm. 22 kwietnia 1984 w Moskwie) – radziecki polityk, generał major służby intendenckiej, minister przemysłu celulozowego i papierniczego ZSRR (1947-1948).

## Życiorys
W latach 1920–1923 pracownik fabryki porcelany, 1923–1926 rachmistrz i przewodniczący komitetu fabrycznego w fabryce zapałek „Proletarskoje znamia” w Czudowie, od stycznia 1925 członek RKP(b)/WKP(b). W latach 1926–1929 członek prezydium gubernialnego oddziału związku zawodowego pracowników przemysłu chemicznego, 1929–1930 przewodniczący okręgowego oddziału edukacji, 1930–1938 sekretarz komitetu partyjnego i dyrektor kombinatu celulozy i papieru w Okułowce, 1938–1939 dyrektor kombinatu celulozy i papieru w Kamsku, 1939–1941 zastępca i I zastępca ludowego komisarza przemysłu leśnego ZSRR. Po ataku Niemiec na ZSRR członek Rady Wojskowej 4 Samodzielnej Armii, zastępca dowodzącego wojskami Frontu Wołchowskiego i Frontu Leningradzkiego ds. tyłów, 18 maja 1943 mianowany generałem majorem służby intendenckiej. W latach 1944–1946 I zastępca ludowego komisarza przemysłu celulozowego i papierniczego ZSRR, jednocześnie od 1945 pełnomocnik Specjalnej Komisji przy Radzie Komisarzy Ludowych ZSRR w Niemczech. Od 28 listopada 1947 do 29 lipca 1948 minister przemysłu celulozowego i papierniczego ZSRR, następnie dyrektor wydawnictw, m.in. 1957–1977 dyrektor wydawnictwa „Izwiestia”. Od sierpnia 1977 na emeryturze. Pochowany na cmnetarzu Nowodziewiczym.

## Odznaczenia
- Order Lenina (1 kwietnia 1943)
- Order Rewolucji Październikowej
- Order Wojny Ojczyźnianej I klasy (21 lutego 1944)
- Order Czerwonego Sztandaru Pracy (dwukrotnie)

i medale.